# Andrzej Gospodarowicz
Andrzej Józef Gospodarowicz (ur. 6 lutego 1945 w Łosicach, zm. 7 kwietnia 2025) – polski ekonomista, specjalizujący się w bankowości, metodach ilościowych i komputerowych w instytucjach finansowych, zarządzaniu bankiem oraz zarządzaniu ryzykiem; nauczyciel akademicki związany z Uniwersytetem Ekonomicznym we Wrocławiu, w kadencji 2012–2016 rektor tej uczelni.

## Życiorys
Po ukończeniu kolejno szkoły podstawowej i średniej podjął w 1962 studia w Szkole Głównej Planowania i Statystyki w Warszawie na kierunku ekonomika handlu (do 1965). Kształcił się następnie w Moskiewskim Instytucie Ekonomiczno-Statystycznym na kierunku przetwarzanie danych i ekonometria, który ukończył w 1968.
W latach 1968–1970 pracował jako asystent w Akademii Sztabu Generalnego w Warszawie. Od 1970 związany z Wyższą Szkołą Ekonomiczną we Wrocławiu (następnie Akademią Ekonomiczną i Uniwersytetem Ekonomicznym). W 1976 uzyskał tam stopień naukowy doktora (na podstawie pracy pt. Zastosowanie metody priorytetów do rozwiązywania zagadnień z teorii przedsięwzięć czasowych), a dziesięć lat później stopień doktora habilitowanego (na podstawie pracy pt. Harmonogramy przedsięwzięć czasowo-przestrzennych i przybliżone metody ich wyznaczania). W 1992 prezydent Lech Wałęsa nadał mu tytuł profesora nauk ekonomicznych.
Na wrocławskiej uczelni ekonomicznej przeszedł wszystkie szczeble kariery naukowej od asystenta (1970–1971), przez starszego asystenta (1971–1976), adiunkta (1976–1987), docenta (1987–1991) po profesora nadzwyczajnego oraz profesora zwyczajnego. Pełnił też szereg funkcji organizacyjnych. W latach 1987–1991 był kierownikiem Zakładu Metod Komputerowych w Zarządzaniu, w latach 1991–1998 kierownikiem Katedry Metod Komputerowych w Zarządzaniu, w latach 1990–1996 dziekanem Wydziału Zarządzania i Informatyki. W 1999 stanął na czele Katedry Bankowości (początkowo pod nazwą Katedra Zarządzania Bankiem). Od 2005 do 2012 zajmował stanowisko prorektora do spraw nauki. W 2012 został wybrany na rektora Uniwersytetu Ekonomicznego we Wrocławiu na czteroletnią kadencję.
Był profesorem wizytującym na Uniwersytecie Wiedeńskim i na Universität Linz. Ponadto wykładał we wrocławskiej filii Wyższej Szkoły Zarządzania i Bankowości w Poznaniu. W 2007 został przewodniczącym Komitetu Nauk o Finansach Polskiej Akademii Nauk. Zainteresowania naukowe Andrzeja Gospodarowicza koncentrowały się wokół zagadnień związanych z ryzykiem bankowym, bankowością elektroniczną, a także zarządzaniu bankiem. Opublikował ponad 200 pozycji naukowych, wypromował około 20 doktorów.
Odznaczony m.in. Krzyżem Kawalerskim Orderu Odrodzenia Polski (1997) i Złotym Krzyżem Zasługi (1989). W 2011 został doktorem honoris causa Uniwersytetu Wileńskiego. W 2016 otrzymał Medal Mikołaja Kopernika Związku Banków Polskich.

## Wybrane publikacje
- Zarządzanie bankiem komercyjnym, Warszawa 2000.
- Bankowość elektroniczna, Warszawa 2005.
- Funkcjonowanie spółdzielczych grup bankowych w Polsce i wybranych krajach Unii Europejskiej, Wrocław 2008.
- Zarządzanie instytucjami kredytowymi, Warszawa 2012.